# Carlos Ruiz Sacristán
Carlos Ruiz Sacristán (Ciudad de México; 27 de octubre de 1949) es un político y empresario mexicano. Se desempeñó como secretario de Comunicaciones y Transportes de 1994 a 2000 durante el sexenio del presidente Ernesto Zedillo.

## Biografía
Se graduó como licenciado en administración de empresas en la Universidad Anáhuac, y obtuvo una maestría en finanzas y administración en la Northwestern University en Chicago. Inició su carrera en el Banco de México, donde se desempeñó en diversos como cambista, subgerente y gerente de Operaciones Internacionales, hasta ser Director el Fideicomiso para la Cobertura de Riesgos Cambiarios (Ficorca).[cita requerida]
De 1988 a 1994, se desempeñó en diversos cargos: como director general de Crédito Público, Subsecretario de Normatividad y Subsecretario de Egresos de la Secretaría de Hacienda y Crédito Público, hasta ser nombrado director general de Petróleos Mexicanos, en 1994, cargo en el que permaneció unos días, pues el 29 de diciembre de ese año fue designado Secretario de Comunicaciones y Transportes, en sustitución de Guillermo Ortiz Martínez, quien pasó a la titularidad de la Secretaría de Hacienda y Crédito Público, en sustitución de Jaime Serra Puche.
Posteriormente, pasó a la iniciativa privada como director de Sempra Energy, empresa que provee asesoramiento y colaboración energética en materia de gas en México.
Es hermano gemelo de Jaime Ruiz Sacristán, quien fue presidente del Consejo de Administración de la Bolsa Mexicana de Valores desde 2015 hasta su fallecimiento, debido al COVID-19, en abril de 2020.